# General Pinto (partido)
General Pinto (Partido de General Pinto) is een partido in de Argentijnse provincie Buenos Aires. Het bestuurlijke gebied telt 11.129 inwoners. Tussen 1991 en 2001 daalde het inwoneraantal met 4,31 %.

## Plaatsen in partido General Pinto
- Colonia San Ricardo
- Dos Hermanos
- Dussaud
- El Peregrino
- General Pinto
- Germania
- Günther
- Los Callejones
- Pazos Kanki
- Villa Francia
- Villa Roth